# Chi-fu Huang
Chi-fu Huang (chinesisch 黄奇辅, Pinyin Huáng Qí-fǔ; * 27. Januar 1955 in Taiwan) ist ein US-taiwanischer Finanzökonom. Nach wissenschaftlicher Tätigkeit am MIT über Modellierung von Swaps und Derivaten ist er seit 1993 als Investmentmanager tätig.

## Leben und Werk
Huang studierte an der National Taiwan University, die er mit dem akademischen Grad eines Bachelors 1977 abschloss, und der Stanford University, wo er 1982 promovierte.
Nach seinem Studium arbeitete Huang 10 Jahre am Massachusetts Institute of Technology, wo er das Doktoratsprogramm Finance leitete und über Finanzderivate publizierte.
1993 wechselte er zu Goldman Sachs, wo er mit der Leitung der Forschungsabteilung für Derivate auf festverzinsliche Produkte betraut war. 1995 wurde Huang von John Meriwether zu Long-Term Capital Management (LTCM) abgeworben, wo er für Asien zuständig war. Zwei Jahre später übersiedelte er nach Tokyo, um das japanische Büro von LTCM aufzubauen. 1999 brach LTCM zusammen, nachdem massive Fehlspekulationen 4,6 Milliarden USD Verluste in nur 4 Monaten verursachten.
Danach gründete Huang mit dem Nobelpreisträger und LTCM-Kollegen Myron Scholes die eigene Investmentgesellschaft Oak Hill Platinum Partners (heute Platinum Grove Asset Management), in der er bis heute tätig ist.

## Schriften
- mit Robert H. Litzenberger: Foundations for Financial Economics. North-Holland, New York 1988, ISBN 0-444-01310-5.